# 木姜冬青
木姜冬青（学名：Ilex litseaefolia）为冬青科冬青属的植物，是中国的特有植物。分布在中国大陆的江西、贵州、福建、浙江、广西等地，生长于海拔800米至1,100米的地区，常生长在山坡常绿阔叶林中以及林缘，目前已由人工引种栽培。

## 异名
- Ilex editicostata Hu et Tang var. litseaefolia (Hu et Tang) S. Y. Hu